# Yuji Yoshida
Yuji Yoshida (吉田 有志 Yoshida Yuji?), född 22 april 2002 i Chiba prefektur, är en japansk fotbollsspelare.
Yoshida började sin karriär 2019 i Cerezo Osaka.